# バトラー郡 (ネブラスカ州)
バトラー郡 (ーぐん、Butler County) はアメリカ合衆国ネブラスカ州に位置する郡である。2000年現在、人口は8,767人である。ここの郡庁所在地はデイビッドシティである。

## 地理
アメリカ合衆国統計局によると、この郡は総面積1,514 km2 (584 mi2) である。このうち1,511 km2 (584 mi2) が陸地で2 km2 (1 mi2) が水地域である。総面積の0.14%が水地域となっている。

### 隣接する郡
- ソーンダース郡 - (東)
- スワード郡 - (南)
- ポーク郡 - (西)
- プラット郡 - (北西)
- コルファクス郡 - (北)

## 人口動勢
2000年現在の国勢調査で、この郡は人口8,767人、3,426世帯、及び2,350家族が暮らしている。人口密度は6/km2 (15/mi2) である。3/km2 (7/mi2) の平均的な密度に3,901軒の住居が建っている。この郡の人種的構成は白人98.38%、アフリカン・アメリカン0.10%、先住民0.13%、アジア0.13%、太平洋諸島系0.06%、その他の人種0.81%、及び混血0.40%である。人口の1.65%がヒスパニックまたはラテン系である。
この郡内の住民は27.90%が18歳未満の未成年、18歳以上24歳以下が6.60%、25歳以上44歳以下が25.30%、45歳以上64歳以下が22.50%、及び65歳以上が17.70%にわたっている。中央値年齢は39歳である。女性100人ごとに対して男性は104.10人である。18歳以上の女性100人ごとに対して男性は101.20人である。
この郡の世帯ごとの平均的な収入は36,331米ドルであり、家族ごとの平均的な収入は44,441米ドルである。男性は28,856米ドルに対して女性は20,979米ドルの平均的な収入がある。この郡の一人当たりの収入 (per capita income) は16,394米ドルである。人口の8.20%及び家族の4.80%は貧困線以下である。全人口のうち18歳未満の9.80%及び65歳以上の9.40%は貧困線以下の生活を送っている。

## 都市、村及び地方自治体に組み込まれていない場所
- Abie
- ベルウッド (Bellwood)
- Brainard
- Bruno
- デイビッドシティ (David City)
- Dwight
- Garrison
- Linwood
- Loma
- Octavia
- ライジングシティ (Rising City)
- サプライズ (Surprise)
- Ulysses

1. ↑   Find a County, National Association of Counties 2011年6月7日閲覧。
2. ↑   American FactFinder, United States Census Bureau 2008年1月31日閲覧。